# Circus Amok
Circus Amok es una compañía de teatro y circo con sede en la ciudad de Nueva York, fundada en 1989 por la artista Jennifer Miller, que dirige la compañía desde 1994.

## Historia y descripción
Circus Amok, fundado por Jennifer Miller, comenzó a realizar representaciones únicas en La MaMa Performance Space 122 en 1989,y a representar espectáculos gratuitos al aire libre en 1994. Desde entonces, la compañía ha recorrido regularmente parques públicos en Manhattan, Brooklyn, Queens y el Bronx.
Produce espectáculos gratuitos al aire libre y hace giras actuando en pequeños parques de barrio y plazas públicas muy transitadas en Brooklyn, el Bronx, Manhattan y Queens. Las actuaciones de Circus Amok abordan diversos temas políticos y cuestiones de justicia social, como: la vivienda, la atención médica, la  gentrificación, el matrimonio homosexual, políticas la inmigración, la brutalidad policial, las políticas de identificación y las políticas policiales de registro y cacheo, o la educación pública. Su contenido es satírico, lésbico, queer y feminista.
Además de los artistas que participan en los espectáculos, también cuentan con una banda de música en directo.

## Espectáculos (selección)
- 1989 - The Ozone Show.[7]
- 1990 - Spies are Us.[7]
- 1991 - The survival show.[18]
- 1996 - Money Amok.[19]
- 1999 - Quality of Life II.[20]
- 2003 - Home * Land * Security.[21]
- 2006 - Citizen * Ship.[21]
- 2008 - Sub-Prime Sublime.[21][22]
- 2009 - Cracked Ice, or Jewels of the Forbidden Skates.[23]
- 2011 - The Golden Racket.[24][25][26]
- 2012 - MOO.[27]
- 2018 - Enough is Enough.[7]
- 2022 - Escape to New York.[28]

## Reconocimientos
En 1995, Miller recibió un Bessie Award por su trabajo de creación y coreografía en el Circo Amok.Este reconocimiento se entrega anualmente a los logros excepcionales realizados por bailarines y artistas independientes que presentan sus obras en la ciudad de Nueva York.
En 2003, la directora francesa Frédérique Pressman, estrenó el documental Un Cirque à New York, que explora el trabajo de Miller y el Circus Amok en la ciudad de Nueva York, mostrando el día a día de la gira de 1999 en la que reclamaban espacios públicos y hacían activismo a través del humor y la diversión, en un contexto en el que se desarrollaron importantes disturbios sociales y movimientos de oposición a las políticas de Rudy Giuliani por el asesinato de Amadou Diallo, un joven inmigrante guineano al que la policía disparó 41 veces en febrero de ese mismo año.
El libro Radical Street Performance, de 2013, Jan Cohen-Cruz, le dedicó el capítulo A Queer Circus Amok in New York.